# Чаркова, Клавдия Семёновна
Кла́вдия Семёновна Чарко́ва (27 октября (9 ноября) 1917 год — 1994) — советская хакасская театральная актриса

, народная артистка РСФСР (1979).

## Биография
Клавдия Семёновна Чаркова (по мужу Кильчичакова) родилась 27 октября (9 ноября) 1917 года в крестьянской семье. Отец Семён Ефимович Чарков, мать Анастасия Афанасьевна Чаркова (в девичестве Кызласова) умерла в 1924 году во время эпидемии брюшного тифа. После окончания школы поступила в Ачинский торговый техникум.
В 1939—1942 годах в составе первой национальной хакасской актёрской студии училась в Ленинградском театральном институте (класс Я. Б. Фрида). Оставалась в Ленинграде во время блокады, вместе с другими девушками, учившимися в институте, спасала памятники искусства, обезвреживала зажигательные бомбы.
После эвакуации из Ленинграда в 1942 году вошла в труппу Хакасского национального драматического театра в Абакане. С 1954 по 1991 годы театр был объединён с театром русской драмы им. М. Ю. Лермонтова.
Избиралась депутатом городского и областного Советов депутатов трудящихся.
Умерла в 1994 году.

## Награды и премии
- Медаль «За доблестный труд в Великой Отечественной войне 1941—1945 гг.».
- Орден «Знак Почёта» (1950).
- Заслуженная артистка РСФСР (29.10.1960)[2].
- Народная артистка РСФСР (22.06.1979).

## Работы в театре
- «Краснодонцы» А. Топанова — Ульяна Громова
- «Гроза» А. Островского — Варвара
- «Сердце не камень» А. Островского — Вера Филипповна
- «Отелло» Шекспира — Эмилия
- «Белый лотос» по Шудраке — Васантасена
- «Принцесса Турандот» К. Гоцци — Турандот
- «Разлом» Б. Лавренева — Татьяна
- «Козы-Корпеш и Баян-Слу» Мусрепова — Баян-Слу
- «Материнское поле» Ч. Айтматова — Толгонай
- «День рождения Терезы» Г. Мдивани — Тереза
- «Жизнь начинается снова» Собко — Грета Норман
- «Левониха на орбите» А. Макаенка — Левониха
- «Остров Афродиты» Парниса — Ламбрини
- «Ожившие камни» М. С. Кильчичакова — Мать
- «Одураченный Хорхло» А. М. Топанова и Н. М. Зингеровского — Порчо
- «Акун» М. Кокова — Анна, жена шамана
- «Поэма о любви» Г. Мусрепова — Баян Слу
- «Всходы» М. Кильчичакова — Хызирке
- «Медвежий лог» М. Кильчичакова — Ката
- «Не только любовь» В. Шулбаевой